# Thống đốc Virginia
Thống đốc Thịnh vượng chung Virginia giữ vai trò là người đứng đầu Thịnh vượng chung Virginia trong nhiệm kỳ bốn năm. Thống đốc hiện tại của văn phòng là Glenn Youngkin, người đã tuyên thệ nhậm chức vào ngày 15 tháng 1 năm 2022. Nhiệm kỳ của ông sẽ kết thúc vào năm 2026.

## Danh sách
| #   | Ảnh         | Thống đốc                  | Tựu nhiệm            | Hết nhiệm            | Phó thống đốc                                         | Đảng             |
| --- | ----------- | -------------------------- | -------------------- | -------------------- | ----------------------------------------------------- | ---------------- |
| 1   |             | Patrick Henry              | 5 tháng 7 năm 1776   | 1 tháng 6 năm 1779   | Khuyết vị 1776-1852                                   | Không            |
| 2   |             | Thomas Jefferson           | 1 tháng 6 năm 1779   | 3 tháng 6 năm 1781   | Khuyết vị 1776-1852                                   | Không            |
| 3   |             | William Fleming            | 3 tháng 6 năm 1781   | 12 tháng 6 năm 1781  | Khuyết vị 1776-1852                                   | Không            |
| 4   |             | Thomas Nelson, Jr.         | 12 tháng 6 năm 1781  | 22 tháng 11 năm 1781 | Khuyết vị 1776-1852                                   | Không            |
| –   |             | David Jameson              | 22 tháng 11 năm 1781 | 1 tháng 12 năm 1781  | Khuyết vị 1776-1852                                   | Không            |
| 5   |             | Benjamin Harrison V        | 1 tháng 12 năm 1781  | 1 tháng 12 năm 1784  | Khuyết vị 1776-1852                                   | Không            |
| 6   |             | Patrick Henry              | 1 tháng 12 năm 1784  | 1 tháng 12 năm 1786  | Khuyết vị 1776-1852                                   | Không            |
| 7   |             | Edmund Randolph            | 1 tháng 12 năm 1786  | 1 tháng 12 năm 1788  | Khuyết vị 1776-1852                                   | Không            |
| 8   |             | Beverley Randolph          | 1 tháng 12 năm 1788  | 1 tháng 12 năm 1791  | Khuyết vị 1776-1852                                   | Không            |
| 9   |             | Henry Lee III              | 1 tháng 12 năm 1791  | 1 tháng 12 năm 1794  | Khuyết vị 1776-1852                                   | Liên bang        |
| 10  |             | Robert Brooke              | 1 tháng 12 năm 1794  | 1 tháng 12 năm 1796  | Khuyết vị 1776-1852                                   | Dân chủ Cộng hòa |
| 11  |             | James Wood                 | 1 tháng 12 năm 1796  | 1 tháng 12 năm 1799  | Khuyết vị 1776-1852                                   | Liên bang        |
| –   |             | Hardin Burnley             | 7 tháng 12 năm 1799  | 11 tháng 12 năm 1799 | Khuyết vị 1776-1852                                   |                  |
| –   |             | John Pendleton, Jr.        | 11 tháng 12 năm 1799 | 19 tháng 12 năm 1799 | Khuyết vị 1776-1852                                   |                  |
| 12  |             | James Monroe               | 19 tháng 12 năm 1799 | 1 tháng 12 năm 1802  | Khuyết vị 1776-1852                                   | Dân chủ Cộng hòa |
| 13  |             | John Page                  | 1 tháng 12 năm 1802  | 7 tháng 12 năm 1805  | Khuyết vị 1776-1852                                   | Dân chủ Cộng hòa |
| 14  |             | William H. Cabell          | 7 tháng 12 năm 1805  | 1 tháng 12 năm 1808  | Khuyết vị 1776-1852                                   | Dân chủ Cộng hòa |
| 15  |             | John Tyler, Sr.            | 1 tháng 12 năm 1808  | 15 tháng 1 năm 1811  | Khuyết vị 1776-1852                                   | Dân chủ Cộng hòa |
| —   |             | George William Smith       | 15 tháng 1 năm 1811  | 19 tháng 1 năm 1811  | Khuyết vị 1776-1852                                   | Dân chủ Cộng hòa |
| 16  |             | James Monroe               | 19 tháng 1 năm 1811  | 3 tháng 4 năm 1811   | Khuyết vị 1776-1852                                   | Dân chủ Cộng hòa |
| 17  |             | George William Smith       | 3 tháng 4 năm 1811   | 26 tháng 12 năm 1811 | Khuyết vị 1776-1852                                   | Dân chủ Cộng hòa |
| N/A |             | Peyton Randolph            | 27 tháng 12 năm 1811 | 3 tháng 1 năm 1812   | Khuyết vị 1776-1852                                   | Dân chủ Cộng hòa |
| 18  |             | James Barbour              | 3 tháng 1 năm 1812   | 1 tháng 12 năm 1814  | Khuyết vị 1776-1852                                   | Dân chủ Cộng hòa |
| 19  |             | Wilson Cary Nicholas       | 1 tháng 12 năm 1814  | 1 tháng 12 năm 1816  | Khuyết vị 1776-1852                                   | Dân chủ Cộng hòa |
| 20  |             | James Patton Preston       | 1 tháng 12 năm 1816  | 1 tháng 12 năm 1819  | Khuyết vị 1776-1852                                   | Dân chủ Cộng hòa |
| 21  |             | Thomas Mann Randolph, Jr.  | 1 tháng 12 năm 1819  | 1 tháng 12 năm 1822  | Khuyết vị 1776-1852                                   | Dân chủ Cộng hòa |
| 22  |             | James Pleasants            | 1 tháng 12 năm 1822  | 10 tháng 12 năm 1825 | Khuyết vị 1776-1852                                   | Dân chủ Cộng hòa |
| 23  |             | John Tyler                 | 10 tháng 12 năm 1825 | 4 tháng 3 năm 1827   | Khuyết vị 1776-1852                                   | Dân chủ Cộng hòa |
| 24  |             | William Branch Giles       | 4 tháng 3 năm 1827   | 4 tháng 3 năm 1830   | Khuyết vị 1776-1852                                   | Dân chủ          |
| 25  | không khung | John Floyd                 | 4 tháng 3 năm 1830   | 31 tháng 3 năm 1834  | Khuyết vị 1776-1852                                   | Dân chủ          |
| 26  |             | Littleton Waller Tazewell  | 31 tháng 3 năm 1834  | 30 tháng 4 năm 1836  | Khuyết vị 1776-1852                                   | Dân chủ          |
| —   |             | Wyndham Robertson          | 30 tháng 4 năm 1836  | 31 tháng 3 năm 1837  | Khuyết vị 1776-1852                                   | Whig             |
| 27  |             | David Campbell             | 31 tháng 3 năm 1837  | 31 tháng 3 năm 1840  | Khuyết vị 1776-1852                                   | Dân chủ          |
| 28  |             | Thomas Walker Gilmer       | 31 tháng 3 năm 1840  | 20 tháng 3 năm 1841  | Khuyết vị 1776-1852                                   | Whig             |
| —   |             | John M. Patton             | 20 tháng 3 năm 1841  | 31 tháng 3 năm 1841  | Khuyết vị 1776-1852                                   | Whig             |
| —   |             | John Rutherfoord           | 31 tháng 3 năm 1841  | 31 tháng 3 năm 1842  | Khuyết vị 1776-1852                                   | Dân chủ          |
| —   |             | John Munford Gregory       | 31 tháng 3 năm 1842  | 1 tháng 1 năm 1843   | Khuyết vị 1776-1852                                   | Whig             |
| 29  |             | James McDowell             | 1 tháng 1 năm 1843   | 1 tháng 1 năm 1846   | Khuyết vị 1776-1852                                   | Dân chủ          |
| 30  |             | William Smith              | 1 tháng 1 năm 1846   | 1 tháng 1 năm 1849   | Khuyết vị 1776-1852                                   | Dân chủ          |
| 31  |             | John B. Floyd              | 1 tháng 1 năm 1849   | 16 tháng 1 năm 1852  | Khuyết vị 1776-1852                                   | Dân chủ          |
| 32  | không khung | Joseph Johnson             | 16 tháng 1 năm 1852  | 1 tháng 1 năm 1856   | Shelton Leake                                         | Dân chủ          |
| 33  |             | Henry A. Wise              | 1 tháng 1 năm 1856   | 1 tháng 1 năm 1860   | Elisha W. McComas William Lowther Jackson             | Dân chủ          |
| 34  |             | John Letcher               | 1 tháng 1 năm 1860   | 1 tháng 1 năm 1864   | Robert Latane Montague                                | Dân chủ          |
| 35  |             | William Smith              | 1 tháng 1 năm 1864   | 9 tháng 5 năm 1865   | Samuel Price                                          | Dân chủ          |
| —   |             | Francis Harrison Pierpont  | 9 tháng 5 năm 1865   | 4 tháng 4 năm 1868   | Không                                                 | Cộng hòa         |
| —   |             | Henry H. Wells             | 4 tháng 4 năm 1868   | 21 tháng 9 năm 1869  | Không                                                 | Cộng hòa         |
| 36  |             | Gilbert Carlton Walker     | 21 tháng 9 năm 1869  | 1 tháng 1 năm 1874   | John F. Lewis John Lawrence Marye, Jr.                | Cộng hòa         |
| 37  |             | James L. Kemper            | 1 tháng 1 năm 1874   | 1 tháng 1 năm 1878   | Robert E. Withers Henry Wirtz Thomas                  | Dân chủ          |
| 38  |             | Frederick W. M. Holliday   | 1 tháng 1 năm 1878   | 1 tháng 1 năm 1882   | James A. Walker                                       | Dân chủ          |
| 39  |             | William E. Cameron         | 1 tháng 1 năm 1882   | 1 tháng 1 năm 1886   | John F. Lewis                                         | Readjuster       |
| 40  |             | Fitzhugh Lee               | 1 tháng 1 năm 1886   | 1 tháng 1 năm 1890   | John E. Massey                                        | Dân chủ          |
| 41  |             | Philip W. McKinney         | 1 tháng 1 năm 1890   | 1 tháng 1 năm 1894   | James H. Tyler                                        | Dân chủ          |
| 42  |             | Charles Triplett O'Ferrall | 1 tháng 1 năm 1894   | 1 tháng 1 năm 1898   | Robert C. Kent                                        | Dân chủ          |
| 43  |             | James Hoge Tyler           | 1 tháng 1 năm 1898   | 1 tháng 1 năm 1902   | Edward Echols                                         | Dân chủ          |
| 44  |             | Andrew Jackson Montague    | 1 tháng 1 năm 1902   | 1 tháng 2 năm 1906   | Joseph Edward Willard                                 | Dân chủ          |
| 45  |             | Claude A. Swanson          | 1 tháng 2 năm 1906   | 10 tháng 2 năm 1910  | James T. Ellyson                                      | Dân chủ          |
| 46  |             | William Hodges Mann        | 10 tháng 2 năm 1910  | 1 tháng 2 năm 1914   | James T. Ellyson                                      | Dân chủ          |
| 47  |             | Henry Carter Stuart        | 1 tháng 2 năm 1914   | 1 tháng 2 năm 1918   | James T. Ellyson                                      | Dân chủ          |
| 48  |             | Westmoreland Davis         | 1 tháng 2 năm 1918   | 1 tháng 2 năm 1922   | Benjamin F. Buchanan                                  | Dân chủ          |
| 49  |             | Elbert Lee Trinkle         | 1 tháng 2 năm 1922   | 1 tháng 2 năm 1926   | Junius E. West                                        | Dân chủ          |
| 50  |             | Harry F. Byrd              | 1 tháng 2 năm 1926   | 15 tháng 1 năm 1930  | Junius E. West                                        | Dân chủ          |
| 51  | không khung | John Garland Pollard       | 15 tháng 1 năm 1930  | 17 tháng 1 năm 1934  | James H. Price                                        | Dân chủ          |
| 52  |             | George C. Peery            | 17 tháng 1 năm 1934  | 15 tháng 1 năm 1938  | James H. Price                                        | Dân chủ          |
| 53  |             | James H. Price             | 15 tháng 1 năm 1938  | 21 tháng 1 năm 1942  | Saxon W. Holt                                         | Dân chủ          |
| 54  |             | Colgate Darden             | 21 tháng 1 năm 1942  | 16 tháng 1 năm 1946  | William M. Tuck                                       | Dân chủ          |
| 55  |             | William M. Tuck            | 16 tháng 1 năm 1946  | 18 tháng 1 năm 1950  | Lewis Preston Collins II                              | Dân chủ          |
| 56  |             | John S. Battle             | 18 tháng 1 năm 1950  | 20 tháng 1 năm 1954  | Lewis Preston Collins II Allie Edward Stakes Stephens | Dân chủ          |
| 57  |             | Thomas B. Stanley          | 20 tháng 1 năm 1954  | 11 tháng 1 năm 1958  | Allie Edward Stakes Stephens                          | Dân chủ          |
| 58  |             | J. Lindsay Almond          | 11 tháng 1 năm 1958  | 13 tháng 1 năm 1962  | Allie Edward Stakes Stephens                          | Dân chủ          |
| 59  |             | Albertis Harrison          | 13 tháng 1 năm 1962  | 15 tháng 1 năm 1966  | Mills Godwin                                          | Dân chủ          |
| 60  |             | Mills Godwin               | 15 tháng 1 năm 1966  | 17 tháng 1 năm 1970  | Fred G. Pollard                                       | Dân chủ          |
| 61  |             | Linwood Holton             | 17 tháng 1 năm 1970  | 12 tháng 1 năm 1974  | J. Sargeant Reynolds (Dân chủ) Henry Howell (Dân chủ) | Cộng hòa         |
| 62  |             | Mills Godwin               | 12 tháng 1 năm 1974  | 14 tháng 1 năm 1978  | John N. Dalton                                        | Cộng hòa         |
| 63  |             | John Dalton                | 14 tháng 1 năm 1978  | 16 tháng 1 năm 1982  | Chuck Robb (Dân chủ)                                  | Cộng hòa         |
| 64  |             | Chuck Robb                 | 16 tháng 1 năm 1982  | 18 tháng 1 năm 1986  | Dick Davis                                            | Dân chủ          |
| 65  |             | Gerald Baliles             | 18 tháng 1 năm 1986  | 13 tháng 1 năm 1990  | Douglas Wilder                                        | Dân chủ          |
| 66  |             | Douglas Wilder             | 13 tháng 1 năm 1990  | 15 tháng 1 năm 1994  | Don Beyer                                             | Dân chủ          |
| 67  |             | George Allen               | 15 tháng 1 năm 1994  | 17 tháng 1 năm 1998  | Don Beyer (Dân chủ)                                   | Cộng hòa         |
| 68  |             | Jim Gilmore                | 17 tháng 1 năm 1998  | 12 tháng 1 năm 2002  | John H. Hager                                         | Cộng hòa         |
| 69  |             | Mark Warner                | 12 tháng 1 năm 2002  | 14 tháng 1 năm 2006  | Tim Kaine                                             | Dân chủ          |
| 70  |             | Tim Kaine                  | 14 tháng 1 năm 2006  | 16 tháng 1 năm 2010  | Bill Bolling (Cộng hòa)                               | Dân chủ          |
| 71  |             | Bob McDonnell              | 16 tháng 1 năm 2010  | 11 tháng 1 năm 2014  | Bill Bolling                                          | Cộng hòa         |
| 72  |             | Terry McAuliffe            | 11 tháng 1 năm 2014  | 13 tháng 1 năm 2018  | Ralph Northam                                         | Dân chủ          |
| 73  |             | Ralph Northam              | 13 tháng 1 năm 2018  | 15 tháng 1 năm 2022  | Justin Fairfax                                        | Dân chủ          |
| 74  |             | Glenn Youngkin             | 15 tháng 1 năm 2022  | Đương nhiệm          | Winsome Sears                                         | Cộng hòa         |